# 287A busz (Budapest)
A budapesti 287A jelzésű autóbusz a Kamaraerdő és a Budaörsi lakótelep között közlekedett a 4-es metró átadásától 2015 augusztusáig. A vonalat a Volánbusz üzemeltette MAN Lion’s City típusú autóbuszokkal.

## Története
2014. március 29-én 287-es és 287A jelzéssel indultak új járatok Budaörs és Budatétény, illetve Kamaraerdő között. A járatok a 88-as busz felhagyott útvonalát is kiszolgálták, a korábban megszokott kapacitást nyújtva: csúcsidőben 15 (30–30 perc), azon kívül 30 percenként (60–60 perc) közlekedtek.
A 287A betétjárat a 88-as által megszokott üzemidőben közlekedett (4.40-22.30), a 287-es üzemszünetében (4:40-5:30 és 21 óra után, szombaton 6 óra előtt, vasárnap 7 óra előtt és 20 óra után) 30-60 percenként.
2015. augusztus 31-étől teljes üzemidőben a 287-es busz közlekedik, a 287A megszűnt.

## Útvonala
| Budaörsi lakótelep felé | Kamaraerdő felé |
| --- | --- |
| Kamaraerdő vá. – Kamaraerdei út – Repülőtéri út – Budaörs, Kinizsi utca – Károly király utca – Szabadság út – Szivárvány utca – Budaörsi lakótelep vá. | Budaörsi lakótelep vá. – Szivárvány utca – Szabadság út – Károly király utca – Kinizsi utca – Budapest, Repülőtéri út – Kamaraerdei út – Kamaraerdő vá. |

## Megállóhelyei
Az átszállási kapcsolatok között az azonos útvonalon közlekedő 287-es busz nincs feltüntetve.
| 0                                     | Kamaraerdő végállomás         | 15 | 87, 187, 288                                 |
| 0                                     | Szociális Otthon              | 15 | 87, 187                                      |
| 1                                     | Kamaraerdei Ifjúsági Park     | 14 | 87, 187 41                                   |
| 2                                     | Kamaraerdei út 11.            | 13 | 87, 187                                      |
| 3                                     | Vasút utca                    | 12 | 87, 187                                      |
| 4                                     | Repülőgépes Szolgálat         | 11 | 87, 187, 288                                 |
| Budapest–Budaörs közigazgatási határa |                               |    |                                              |
| 5                                     | Kinizsi utca                  | 10 | 288                                          |
| 7                                     | Agip utca                     | 9  | 288                                          |
| 9                                     | Csata utca                    | 7  | 288                                          |
| 10                                    | Baross utca                   | 6  | 756                                          |
| 11                                    | Károly király utca            | ∫  | 40, 88, 140, 140A, 240E                      |
| 12                                    | Kisfaludy utca                | 4  | 40, 88, 140, 140A, 240E, 288, 289            |
| 12                                    | Kötő utca                     | 4  | 40, 88, 140, 140A, 240E                      |
| 13                                    | Budaörs, városháza            | 3  | 40, 88, 140, 140A, 240E 756, 767             |
| 15                                    | Gimnázium                     | 1  | 40, 40E, 88, 140, 188E, 240E 756, 767, 779   |
| 15                                    | Patkó utca                    | 1  | 40, 40E, 140, 240E                           |
| 17                                    | Budaörsi lakótelep végállomás | 0  | 40, 40E, 140, 140A, 140B, 240E, 288, 289 779 |